# The Blind Princess and the Poet
The Blind Princess and the Poet er en amerikansk stumfilm fra 1911 af D. W. Griffith.

## Medvirkende
- Blanche Sweet.
- Charles West.
- Francis J. Grandon som Lord Selfish.
- Dell Henderson som Lord Gold.
- John T. Dillon som Lord Folly.